# Ate van der Burgt
Ate van der Burgt (Amsterdam, 17 maart 1978) is een Nederlandse middellangeafstandsloper uit Wageningen.

## Loopbaan
Het jaar 2007 begon voor Van der Burgt goed door het winnen van de 3000 m op de Nederlandse indoorkampioenschappen van 2007 in Gent. Hij mocht ook deelnemen aan de Europese indoorkampioenschappen, doordat hij in Dortmund op de 1500 m met 3.43,01 onder de limiet van 3.44,00 bleef. Op 3 maart 2007 werd hij in de voorrondes uitgeschakeld met 3.47,66.
De rest van het jaar stond in het teken van het kwalificeren voor de wereldkampioenschappen in Osaka. De Atletiekunie had hiertoe voor de 1500 m een limiet gesteld van 3.38,00 voor de eerste en 3.37,00 voor de tweede Nederlandse atleet. Begin dat jaar liep Van der Burgt bij de Global Athletics atletiekwedstrijden in Nijmegen met 3.40,87 bijna een persoonlijk record (3.40,75).
Op 28 juli 2007 miste hij bij de Nacht van de Atletiek in Heusden met 3.38,19 de limiet op slechts 0,19 seconde. Deze wedstrijd werd overigens gewonnen door de Marokkaan Mohamed Moustaoui in een uitstekende 3.33,73. Op 4 augustus 2007 tijdens de Keien Meeting in Uden bleef Ate van der Burgt met een tijd van 3.47,08 ver verwijderd van de limiet. Hij gaf hierop de reactie: "Na iets meer dan 800 meter was mijn Amerikaanse concurrent net te ver van me weggelopen. Ik ben er vol achteraan gegaan, maar na 1200 meter ging hij opnieuw versnellen en was ik op. Dit is al de tweede keer dat ik een race loop waarin het zo rommelig gaat. Morgen beslis is of ik nog een laatste poging ga wagen in Ninove. Als ik besluit om volgende week niet naar België te gaan, loop ik lekker 'therapeutisch' nog wat wedstrijden in het najaar."
Van der Burgt deed op 12 augustus 2007 in Ninove een volgende, laatste poging en kwam met 3.39,31 net iets meer dan een seconde te kort. Aan de Volkskrant gaf hij te kennen in een interview: "Aan mijn motivatie zal het niet liggen. Toen ik 18, 19 jaar was, hebben verschillende mensen mij gezegd dat ik gemakkelijk onder de 3.40 kon lopen, als ik heel zou blijven. Dit seizoen is dat gebleken. Ik vind het niet erg om een gedeelte van mijn leven te wijden aan het bereiken van dat soort tijden. De olympisch limiet is scherp: 2,7 seconden van mijn persoonlijk record afhalen is veel. Maar waar een wil is, is een weg."
Ate van der Burgt is aangesloten bij atletiekvereniging W.A.V. Tartlétos in Wageningen. Hij is afgestudeerd op het onderwerp Comparative genomics aan Wageningen Universiteit, waar hij thans werkt als aio bij de leerstoelgroep Bio-informatica.

## Nederlandse kampioenschappen
Indoor
| Onderdeel | jaar |
| --------- | ---- |
| 1500 m    | 2011 |
| 3000 m    | 2007 |

## Persoonlijke records
Outdoor
| Onderdeel | Tijd    | Datum            | Plaats     |
| --------- | ------- | ---------------- | ---------- |
| 400 m     | 49,53   | 30 mei 2012      | Wageningen |
| 800 m     | 1.48,47 | 2 juni 2012      | Oordegem   |
| 1000 m    | 2.24,57 | 5 mei 2012       | Lisse      |
| 1500 m    | 3.38,19 | 28 juli 2007     | Heusden    |
| 3000 m    | 8.15,87 | 28 augustus 2010 | Breda      |

Indoor
| Onderdeel | Tijd    | Datum            | Plaats    |
| --------- | ------- | ---------------- | --------- |
| 800 m     | 1.49,10 | 19 februari 2011 | Apeldoorn |
| 1500 m    | 3.42,49 | 13 februari 2008 | Athene    |
| 3000 m    | 8.09,68 | 29 december 2006 | Münster   |

## Prestatieontwikkeling

### 1500 m
- 2002: 3.43,57
- 2003: 3.49,60
- 2004: --
- 2005: 3.51,31
- 2006: 3.40,75
- 2007: 3.38,19
- 2008: 3.43,33
- 2009: --
- 2010: 3.44,12
- 2011: 3.42,70 (ind.)